# دریاچه آچیت
دریاچه آچیت (به لاتین: Achit Lake) یک دریاچه در مغولستان است که در استان خاود واقع شده‌است.